# 정련

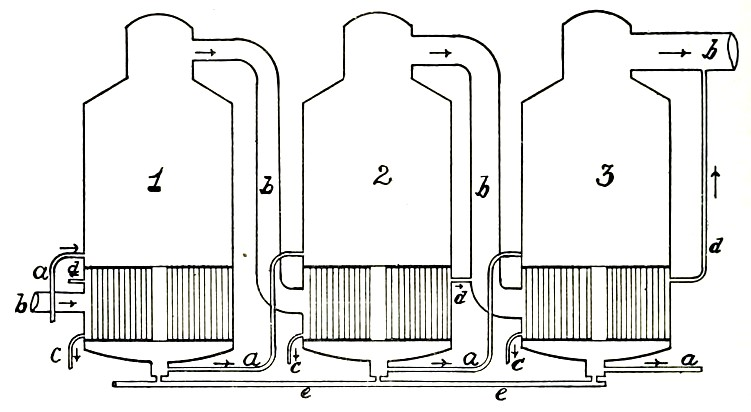

정련(精鍊), 또는 정제(精製)는 화합물의 순도를 높이기 위해 이루어지는 과정이다. 보통 천연 자원은 처음부터 거의 사용 가능한 형태이나, 순수한 형태로 만들 경우 유용하게 사용할 수 있게 된다. 예를 들어 천연 상태의 석유는 뽑아낸 상태에서도 불에 탈 수 있으나, 연소가 뛰어나지 못하고 여러 불순물, 부산물들로 엔진을 망가뜨릴 위험이 있다. 이때 석유 정제를 거쳐 순수한 형태의 석유를 뽑아내 사용하게 된다. 넓은 의미에서 정련은, 상당히 큰 물질의 변화를 이끌어낼 수도 있는데, 그 예로 광석에서 금속을 뽑아내는 경우가 있다.
액체의 정련은 보통 증류 또는 분별 증류를 통해 이루어지게 된다. 기체 역시 온도를 낮추거나 압력을 가하여 액화시킨 다음 액체와 같은 방법으로 정련할 수 있다. 기체와 액체는 특정한 용매로 원하는 물질만 녹여내는 (혹은 원하지 않는 물질만 녹여 제거하는) 용매 추출법을 통해 정련할 수도 있다.
많은 고체들의 경우 혼합 용액에서 결정을 키워 정련할 수 있다. 결정은 일반적으로 우리가 원하는 원소만이 모이고 다른 것들은 배제된다.
화학 반응으로도 특정한 불순물들을 제거할 수 있다.
전자공학에서는 규소나 다른 반도체가 불순물을 정밀하게 제거하는 데 유용하게 사용되며, 구역 정제 등 다양한 특수 테크닉이 개발되어있다.

## 정련의 배경
자연계에 존재하는 것은 대부분 혼합물이다. 그 성분이 가장 많은 것을 기준으로 하고, 그것에 비해서 분량이 적은 것을 불순물이라고 한다. 물질로부터 불순물을 제거하는 조작을 정제라고 한다. 화학에서는 물질의 성질을 조사하는 일이 많으므로 그 물질로서는 가급적 순수한 것이 바람직하다.

## 수단
액체인 경우에는 증류를 되풀이하여 끓는점이 일정한 것을 모은다. 혼합물은 순수한 물질보다 끓는점이 높은 것이 보통이므로, 증류하여 끓는점이 낮아지면 아직 순수하지 않고, 끓는점이 변하지 않으면 순수하게 되었다고 생각할 수 있다.  고체로서 결정을 이루는 것은 재결정을 반복한다. 혼합물의 녹는점은 순수한 물질보다 낮으므로, 재결정하여 그 이상 녹는점이 올라가지 않게 되어 일정 온도가 되면 거의 순수하게 되었다고 생각해도 좋다. 물질에 따라서는 끓는점이 일정하게 되어도 공비 혼합물을 이루는 경우도 있다.

## 정련의 대상
- 금속
- 석유
- 실리콘
- 당
- 식물성 기름

## 같이 보기
- 정련소
- 연속 증류
- 석유 정제
- 전자 회로